# ليل دورك
دورك ديريك بانكس (من مواليد 19 أكتوبر 1992)، المعروف باسمه الفني ليل دورك (بالإنجليزية: Lil Durk)، هو مغني، مغني راب، وكاتب أغاني أمريكي. هو العضو الرئيسي ومؤسس مجموعة التسجيلات الخاصة به، أونلي ذا فاميلي.

## حياة سابقة
ولد في 19 أكتوبر 1992، قضى بانكس الكثير من سنواته الأولى في المنزل مع قدر كبير من المسؤولية حيث كان والده مسجونًا عندما كان عمره 7 أشهر. وأشار إلى أنه كانت هناك أوقات لم يكن لديه ما يكفي من الطعام في منزله عندما كان أصغر. بدأ أول استخدام له لقنوات التواصل الاجتماعي مثل ماي سبيس ويوتيوب، وأصبح أكثر ولعًا بفكرة أن يكون مغني راب بمجرد أن بدأت قاعدة المعجبين به على الإنترنت تنمو بسرعة أكبر من المتوقع. أخذ بانكس حياته المهنية بجدية أكبر بعد أن أصبح أبًا في سن 17 وترك مدرسته الثانوية، مدرسة بول روبسون الثانوية، من أجل الانضمام إلى بلاك ديسايبلز، وهي عصابة شوارع في شيكاغو. بعد فترة وجيزة من انضمامه، بدأ في الوقوع في مشاكل مع القانون وقضى بعض الوقت في السجن في أكتوبر 2011 بسبب تهم السلاح، بما في ذلك حيازة سلاح ناري برقم تسلسلي مُشوّه. وأُقر في وقت لاحق بأنه مذنب بتهمة مخففة تتعلق بالاستخدام المشدد غير المصرح به للسلاح، وفقا لسجلات المحكمة.

## أونلي ذا فاميلي
أونلي ذا فاميلي (Only the Family) وتعني فقط الأسرة، هي مجموعة شكلها ليل دورك في عام 2010. فنانون مثل الراحل كينغ فون ودودي لو (DoodieLo) وأو تي إف آيكي (OTF Ikey) مرتبطون بالعلامة.

## حياة شخصية
طوال طفولته، كان والده، دونتي بانكس، الأب، يقضي عقوبة بالسجن مدى الحياة دون إمكانية الإفراج المشروط، دون الكشف عن تفاصيل. لديه أخ أصغر، دونتي بانكس الصغير المعروف باسم «دي ثانغ» (D Thang). اعتبارًا من 2020 لديه ستة أطفال. وهو حاليًا مرتبط بإنديا رويال (India Royale).
في 31 مايو 2014، اغتيل مغني الراب ماك آرثر، ابن عم دورك أو تي إف نونو سويندل (OTF Nunu" Swindle). بعد ذلك، في 27 مارس 2015، قُتل أوشينا "أو تي إف تشينو دولا" (OTF Chino Dolla)، صديق دورك ومديره بالرصاص. في 6 نوفمبر 2020، قُتل كينغ فون، صديق ليل دورك المقرب، في أتلانتا.
في الساعات الأولى من صباح 11 يوليو 2021، تم استهداف دورك في اقتحام منزل حيث تبادل هو وصديقته إطلاق النار مع المشتبه بهم. ولم يتأذ أحد وهرب المشتبه بهم من مكان الحادث.
ليل دورك مسلم. في أغنيته «فايرل مومنت»، يقول «لقد غيرت حياتي، أنا مسلم.» في مقطعه من أغنية «إن ذا بايبل» لدريك، يقول «أنا مسلم / أذهب بالقرآن». كما شوهد وهو يرتدي الطاقية والثوب ويقيم الصلاة في الفيديو الموسيقي لأغنيته «ستريت براير».

## قضايا قانونية
في عام 2011، تم القبض على بانكس بتهمة السلاح وحكم عليه بالسجن لمدة ثلاثة أشهر. تم إطلاق سراحه لاحقًا بكفالة، ليتم إعادته ليخدم 87 يومًا إضافيًا. في 5 يونيو 2013، ألقي القبض على بانكس بعد أن زُعم أنه ألقى مسدسًا محملًا من عيار 40 في سيارته عندما اقتربت منه الشرطة في ساوث جرين ستريت في شيكاغو. ووجهت إليه تهمة الاستخدام غير المشروع للسلاح من قبل أحد المجرمين. تم احتجازه بكفالة قدرها 100,000 دولار وزعم محاميه أن لديه تسع شهادات خطية من شهود يؤكدون براءة دورك. اعترف أحد الشهود أن البندقية كانت معه. تم الإفراج عن بانكس في 18 يوليو 2013.
في 4 سبتمبر 2015، قبل ساعات من أداء الحفلة المجدولة في مسرح الفنون الحية في وسط المدينة، فيلادلفيا، بنسيلفانيا، وقع تبادل لإطلاق النار مما أدى إلى تضرر حافلة جولة الغناء لدورك بسبب إطلاق النار ومقتل رجل أثناء المشهد. لم يتم القبض على دورك أو استجوابه من قبل الشرطة.
في 19 أغسطس 2016، تمت تبرئته من تجاهل المراقبة عندما تم القبض عليه بتهمة جناية بالسلاح. أسقط القاضي التهم.

## ديسكغرفيا
- ريمبير ماي نيم (2015)
- ليل دورك 2 إكس (2016)
- سايند تو ذا ستريتس 3 (2018)
- لوف سونغس فور ذا ستريتس 2 (2019)
- جست كوز يال ويتيد 2 (2020)
- ذا فويس (2020)
- 7220 (2022)[33]

## روابط خارجية
- الموقع الرسمي